# جاسبر فينال
جاسبر فينال(بالإنجليزية: Jasper Vinall)‏ (حوالي 1590 - 10 سبتمبر 1624) أول لاعب كريكيت يموت في لعبة الكريكيت تعرض عن طريق الخطأ بالضرب على رأسه خلال مباراة في مدينة هورستد كينز في إنجلترا في 28 أغسطس 1624 وتوفي بعد ثلاثة عشر يومًا
تعد حالة وفاة جاسبر فينال أقدم حالات الوفاة المسجلة في لعبة الكريكيت.